# كلية الجراحين الملكية الأسترالاسية

شعار الكلية

كلية الجراحين الملكية الأسترالاسية (بالإنجليزية: Royal Australasian College of Surgeons)‏ هي كيان غير ربحي غير حكومي ولا يتبع أي جامعة، يقوم على تنظيم التعليم الجراحي ووضع وتطبيق معايير الممارسة الجراحية في كل من أستراليا ونيوزيلندا. يقع مقر إدارة الكلية في مدينة ملبورن الأسترالية.
تأسست الكلية سنة 1927، وأهم أهدافها تدريب الجراحين، والتعليم الطبي المستمر، ووضع معايير الممارسة الجراحية.

## أعضاء الكلية
ينقسم أعضاء الكلية إلى ثلاثة أقسام:
- زملاء (بالإنجليزية: Fellows)‏: وهم من يحملون درجة الزمالة (FRACS) من الكلية.
- متدربون (بالإنجليزية: Trainees)‏: وهم من يتلقون تدريبهم ليصيروا جراحين.
- خريجو طب أجانب (بالإنجليزية: International Medical Graduates)‏

## التخصصات الجراحية
تقوم الكلية على تدريب الجراحين في أفرع الجراحة التسعة، وهي:
1. جراحة القلب والصدر
2. الجراحة العامة
3. الجراحة العصبية
4. جراحة العظام
5. جراحة الأنف والأذن والحنجرة والرأس والرقبة
6. جراحة الأطفال
7. جراحة التجميل والترميم
8. جراحة المسالك البولية
9. جراحة الأوعية الدموية

## وصلات خارجية
- الموقع الرسمي للكلية